# Du Roy de Blicquy

Wapen van de Belgische familie Du Roy de Blicquy

Du Roy de Blicquy is een Zuid-Nederlandse en Belgische adellijke familie.

## Geschiedenis
In 1735 werd Hugues du Roy in de erfelijke adelstand bevestigd door koning Lodewijk XV.
Zijn zoon, Jacques du Roy, was kapitein in het regiment van Gondrin en getrouwd met Marie-Reine de Prévost de la Bastide, vrouwe van Blicquy. Het echtpaar nam de naam du Roy de Blicquy aan. 

## Sylvestre du Roy de Bliquy
Onder het ancien régime was Sylvestre Louis Charles du Roy (Bergen, 5 november 1745 - Blicquy, 4 juni 1826), zoon van de bovengenoemde Jacques, heer van Blicquy, Mourcourt en Cuvillers. Hij was officier in het regiment van de dauphin en ridder in de Orde van Saint-Louis. Hij maakte deel uit van de Staten van het Kamerijkse. Hij was al de vijftig voorbij toen hij in 1796 in Blicquy trouwde met Joséphine de Latre de la Hutte (1760-1809). Uit dit huwelijk had hij drie zoons, en langs de oudste, Alexis, stammen alle du Roy de Blicquys af, tot heden. In 1816, ten tijde van het Verenigd Koninkrijk der Nederlanden, werd hij erkend in de erfelijke adel en benoemd in de Ridderschap van Henegouwen. Hij werd lid van de Provinciale Staten van Henegouwen.
- Alexis du Roy de Blicquy (1798-1875), burgemeester van Blicquy, provincieraadslid van Henegouwen en volksvertegenwoordiger, trouwde in 1827 in Maulde met Delphine Cossée de Maulde (1803-1878). Ze kregen acht zoons, van wie er zes voor nageslacht zorgden, en drie dochters.
  - Oscar du Roy de Blicquy (1828-1888), trouwde in 1861 Gent met Marie-Thérèse van den Hecke (1835-1919). Ze kregen drie zoons en een dochter, met talrijke afstammelingen tot heden.
    - Hélène du Roy de Blicquy (1862-1944), trouwde in 1885 in Blicquy met baron Paul Verhaegen (1859-1950), historicus en raadsheer in het Hof van Cassatie. Ze kregen drie zoons, met afstammelingen tot heden.

  - Eugène du Roy de Blicquy (1829-1905), burgemeester van Beclers, trouwde in 1855 in Doornik met Laure d'Émeric (1831-1872) en hertrouwde in 1873 in Feluy met Mathilde Comhaire de Sprimont (1842-1904), met afstammelingen tot heden.
    - Fernand du Roy de Blicquy (1865-1937), burgemeester van Woutersbrakel, trouwde in 1891 in Brussel met Gabrielle de Beughem de Houtem (1869-1945), dochter van Arthur de Beughem de Houtem, burgemeester van Lippelo en senator. Ze kregen drie zoons en twee dochters, met afstammelingen tot heden.
    - Jeanne du Roy de Blicquy (1884-1941), trouwde in 1904 in Brussel met baron Frédéric Brugmann de Walzin (1874-1945), bankier en volksvertegenwoordiger.

  - Edmond du Roy de Blicquy (1833-1872), trouwde in 1862 in Luik met Alice Comhaire de Sprimont (1839-1898). Deze tak is uitgedoofd in de volgende generatie.
  - Fernand du Roy de Blicquy  (1836-1913), luitenant-generaal en vleugeladjudant van de koning, trouwde in 1868 in Blicquy met Léontine d'Hanins de Moerkerke (1843-1918), met afstammelingen tot heden.
    - Albert du Roy de Blicquy (1869-1940), luitenant-generaal en vleugeladjudant van de koning, trouwde in 1897 in Brussel met Madeleine de Beughem de Houtem (1870-1903), dochter van Charles-Ferdinand de Beughem de Houtem, kunstschilder.
      - Charles du Roy de Blicquy (1901-1958), kolonel van de pantsers, trouwde met Clotilde de Wouters d'Oplinter (1910-1977).
        - Albert du Roy (°1938), Frans journalist en hoofdredacteur van L'Express en Antenne 2, trouwde met Nicole Bardet (°1940).

    - Hortense du Roy de Blicquy (1874-1951), trouwde in 1898 in Watermaal-Bosvoorde met baron Raymond van den Branden de Reeth (1870-1947), eerste advocaat-generaal bij het hof van beroep in Brussel. Ze kregen drie zoons en twee dochters, onder wie baron Adrien van den Branden de Reeth.

  - Léopold du Roy de Blicquy (1839-1884), trouwde met Maria de Lossy (1852-1916). Deze tak is uitgedoofd.
    - Anne-Marie du Roy de Blicquy (1881-1981), trouwde met Frédéric Vergauwen (1874-1919), advocaat, provincieraadslid van Oost-Vlaanderen en volksvertegenwoordiger. Het huwelijk bleef kinderloos.

  - Gustave du Roy de Blicquy  (1842-1924), raadsheer in het Hof van Cassatie, trouwde in 1872 in Doornik met Henriette de Lossy (1851-1905), met afstammelingen tot heden.
- Camille du Roy de Blicquy (1799-1880), luitenant-generaal. Hij bleef ongehuwd.

## Adellijke allianties
- De Latre de la Hutte (1796), Cossée de Maulde (1827), Van den Hecke (1861), Comhaire de Sprimont (1862, 1873), D'Hanins de Moerkerke (1868), Coppée (1869), De Blommaert de Soye (1871), De Lossy (1872), Verhaegen (1885), De Beughem de Houtem (1891, 1897), Simonis (1895), Van den Branden de Reeth (1898), Vilain XIIII (1900), Lunden (1901), Poot Baudier (1902), De Codt (1903), Brugmann de Walzin (1904), Davignon (1906), Kervyn de Lettenhove (1907), Vergauwen (1908), Snoy (1914), De Wolff de Moorsel (1919), Pangaert d'Opdorp (1921), Powis de Tenbossche (1922), Von Fürstenberg (1924), Desclée de Maredsous (1924), De Crawhez (1929), De Crombrugghe de Looringhe (1929), De Jonghe d'Ardoye (1930), De Wouters d'Oplinter (1930), Carpentier de Changy (1936), Van de Walle de Ghelcke (1942), D'Oultremont (1946), De Lalaing (1961)